# São João del-Rei
São João del-Rei è un comune del Brasile nello Stato del Minas Gerais, parte della mesoregione di Campo das Vertentes e della microregione di São João del-Rei. Fondata nel 1713, è nota per i suoi edifici in architettura coloniale portoghese.
Centro principale della mesoregione di Campo das Vertentes, si distingue nel campo sanitario ed economico. Ha una forte presenza di discendenti di italiani di origine veneta e trentina.

## Geografia
São João del-Rei sorge nella Serra da Mantiqueira, all'interno del bacino idrografico del Rio Grande.

## Storia
La città fu fondata dai bandeirantes nel 1713. Tomé Portes del-Rei è considerato il fondatore della città. Fu intitolata al re Giovanni V del Portogallo. Il piccolo villaggio originario, situato nel sud del Minas Gerais, fu creato come punto di sosta sulla Estrada Real, una via commerciale che dal porto di Paraty conduceva verso le cittadine della regione centrale del Minas Gerais, come Ouro Preto, Mariana e Conselheiro Lafaiete. In seguito furono scoperti nei dintorni grandi bacini auriferi che fecero la fortuna della città.

## Monumenti e luoghi d'interesse
- Basilica Cattedrale di Nostra Signora del Pilar (1721), basilica minore, dedicata a Nostra Signora del Pilar, sede episcopale della diocesi cattolica romana di São João del Rei.
- Chiesa di Nostra Signora del Rosario (1720)
- Chiesa di Nostra Signora del Carmelo (1733)
- Chiesa di Nostra Signora di Mercês e Bonfim (1769)
- Chiesa di San Francesco d'Assisi (1774)
- Chiesa di Sant'Antonio
- Chiesa di Nostra Signora della Misericordia di Bom Despacho

## Società

### Religione
La cittadina è sede della diocesi di São João del-Rei, istituita nel 1960 e suffraganea dell'arcidiocesi di Juiz de Fora.

## Cultura

### Istruzione

#### Musei
- Museo Regionale di São João del-Rei
- Museo Ferroviario
- Museo d'Arte Sacra
- Museo della FEB
- Museo della Musica

#### Università
La cittadina è sede dell'Università Federale di São João del-Rei.

## Sport
La principale società sportiva di São João del-Rei è l'Athletic Club.